# Перламутровка ифигения
Перламу́тровка ифиге́ния (Boloria iphigenia или Clossiana iphigenia), — вид бабочек из семейства нимфалид (Nymphalidae).

## Этимология названия
Ифигения (др.-греч. Ἰφιγένεια) — в древнегреческой мифологии первоначально эпитет Артемиды, почитавшейся и в историческое время с этим прозвищем в Гермионе и других местах.

## Описание
Длина переднего крыла 20—26 мм. Размах крыльев 45—55 мм. Вершина переднего крыла закруглена, нижний угол сглажен. Фоновый цвет крыльев у обоих полов тускло-оранжевый. Тёмный рисунок развитый. Нижняя сторона крыльев рыжевато-охристая, рисунок малоконтрастный, размытый. Снизу на заднем крыле все постдискальные чёрные пятна, лнаходящиеся между срединной перевязью и светлыми краевыми пятнами, центрированы размытыми белыми ядрами. Срединное поле с одним перламутровым пятном, находящемся между жилками крыла М2 и Мз. Пятно между Сu2 и 2А трапециевидной формы. Внешний край крыла с крупными перламутровыми пятнами, соприкасающимися по жилкам. В основании крыльев имеются только желтые пятна, перламутровые — отсутствуют.

## Ареал
Дальний Восток России (Хабаровский край, Еврейская автономная область, Амурская область, Приморский край, Сахалин, Кунашир), Япония (Хоккайдо), северная часть полуострова Корея.

## Биология
Бабочки населяют луга в горных смешанных лесах. Время лёта бабочек отмечается с середины июня до середины августа. Кормовые растения гусениц: фиалка: Viola selkirkii и Viola grypoceras.